# جک اس۳
جک ریفاین اس۳ (به انگلیسی: JAC Refine S3) یک کراس‌اوور از محصولات کمپانی جی‌ای‌سی است که تحت نام ریفاین عرضه می‌شود.
از سال ۱۳۹۶ تا۱۴۰۳، شرکت کرمان موتور نسخه قدیمی تر این خودرو (غیر فیس‌لیفت) را مونتاژ و عرضه می‌کرد.

## بررسی
این خودرو برای اولین بار در نمایشگاه خودروی شانگهای سال ۲۰۱۳ و با نام هیو اس۳۰ بر اساس پلتفرم فورد اکواسپورت مدل ۲۰۱۲ معرفی گردید. سپس در نمایشگاه خودروی پکن ۲۰۱۴ این خودرو با نام ریفاین اس۳ و با اعلام جزئیات بیشتر از سوی سازنده معرفی شد. قیمت اس۳ در آن زمان مابین ۶۵٬۸۰۰ یوآن تا ۸۴٬۸۰۰ یوآن بود.
این خودرو از نظر فضای داخل و همچنین فضای بار بهتر از ام‌وی‌ام ایکس۲۲ است. اما عرض کمتر خودرو موجب این می‌شود که در رتبه پایین‌تری نسبت به چانگان سی‌اس۳۵ قرار گیرد.

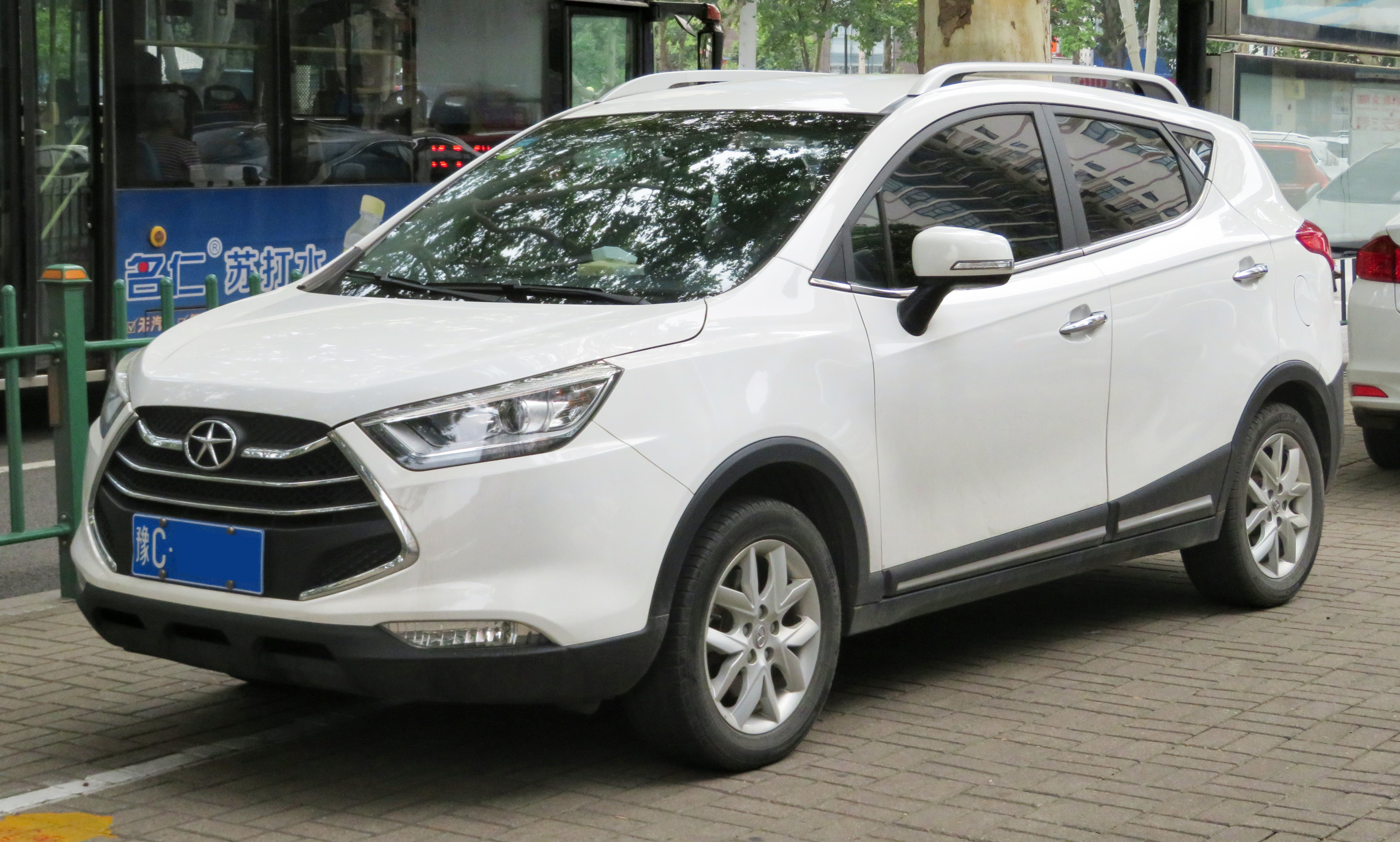
جک اس۳ پیش از فیس‌لیفت، نمای جلو
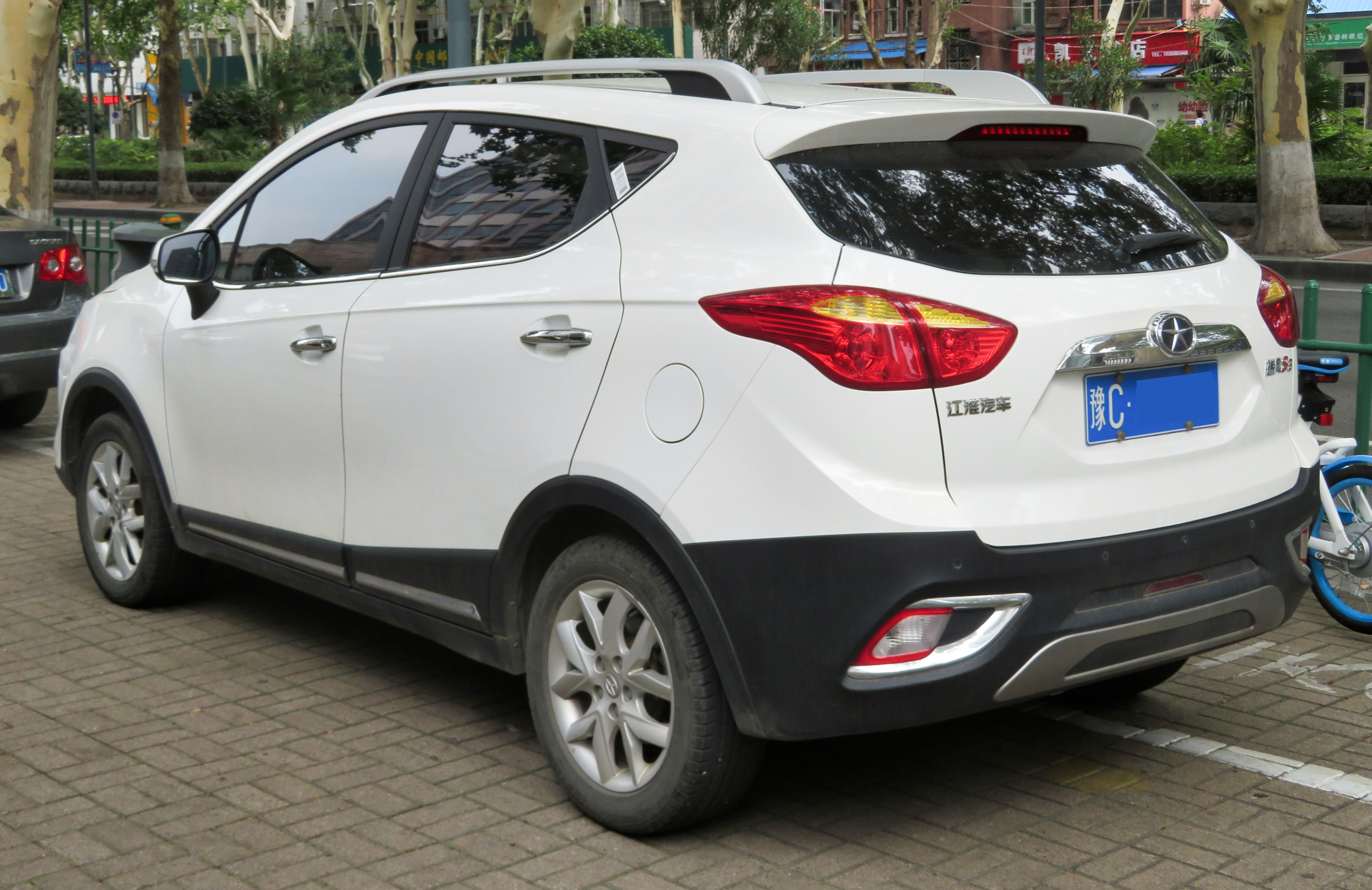
جک اس۳ پیش از فیس‌لیفت، نمای عقب
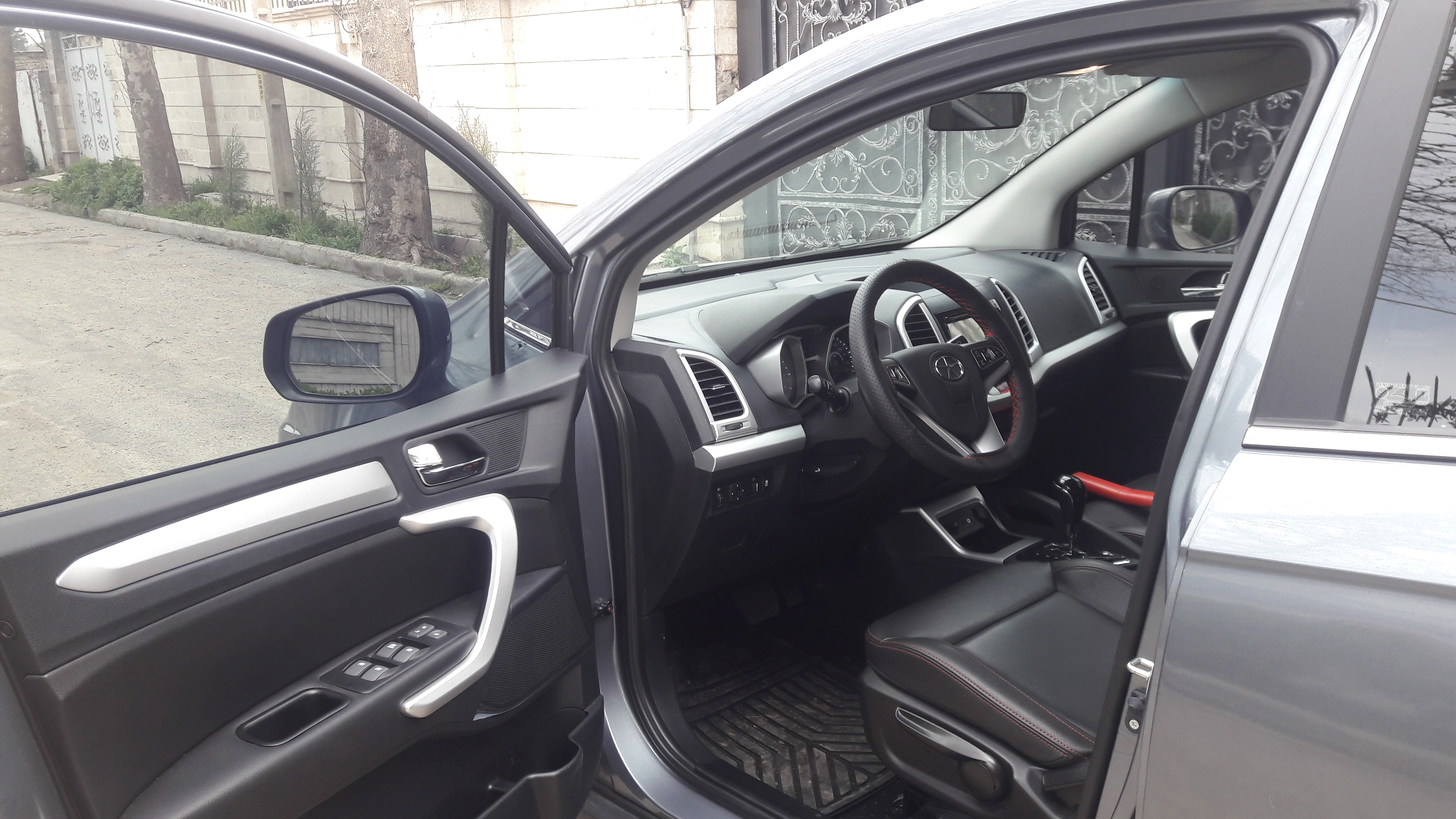
جک اس۳ پیش از فیس‌لیفت، نمای داخلی

## فیس‌لیفت

### ۲۰۱۶
جک اس۳ در سال ۲۰۱۶ یک فیس‌لیفت را تجربه کرد. این فیس‌لیفت در نمایشگاه خودروی چنگدو ۲۰۱۶ چین رونمایی شد.
تغییرات این نسخه شامل طراحی مجدد مشبک‌ها، چراغ مه‌شکن مثلثی، چراغ‌های جلو و عقب جدید، ضربه گیرهای و سپر جدید و کابین به روز شده می‌باشد.

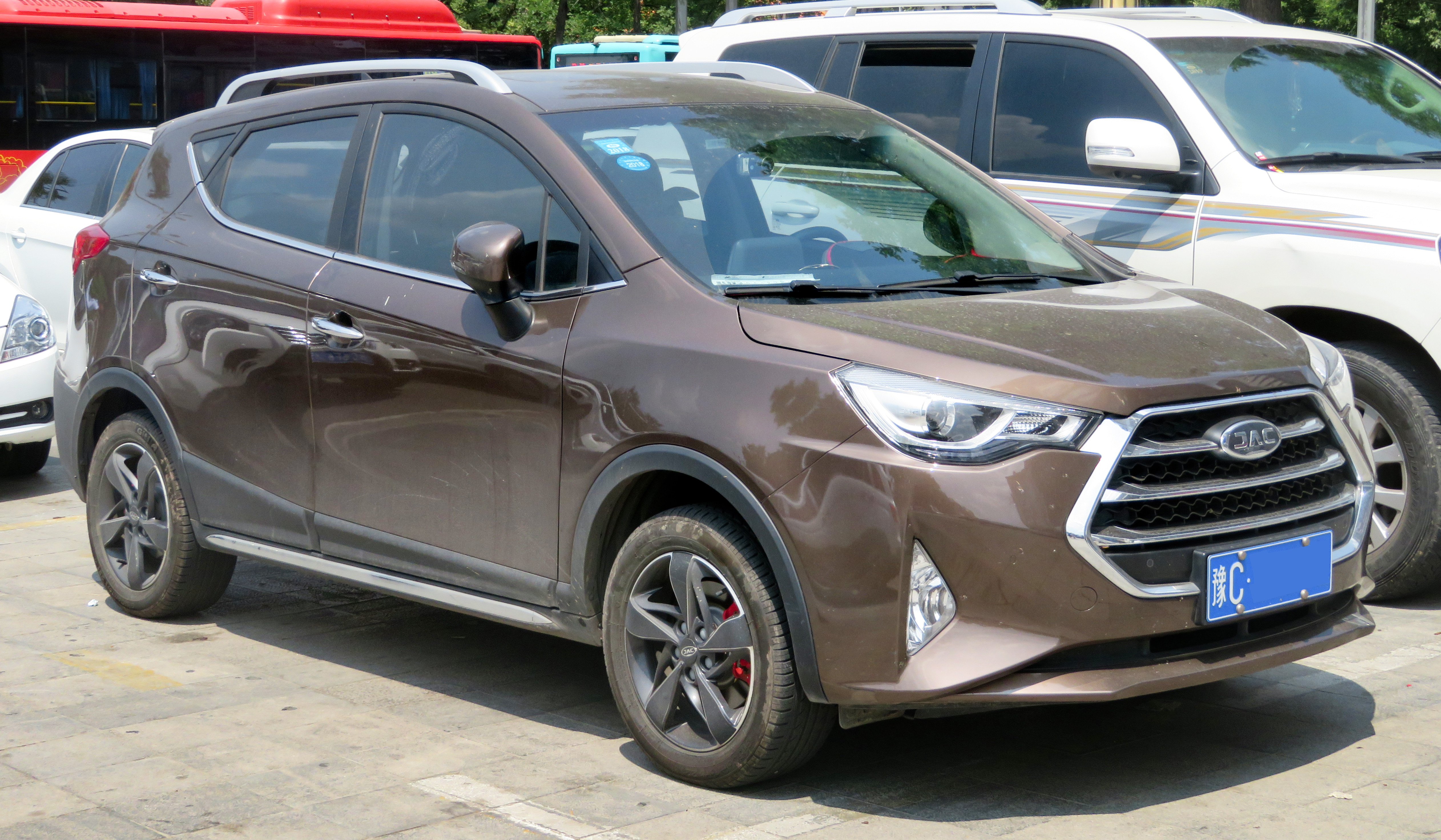
جک اس۳ فیس‌لیفت (۲۰۱۶)، نمای جلو
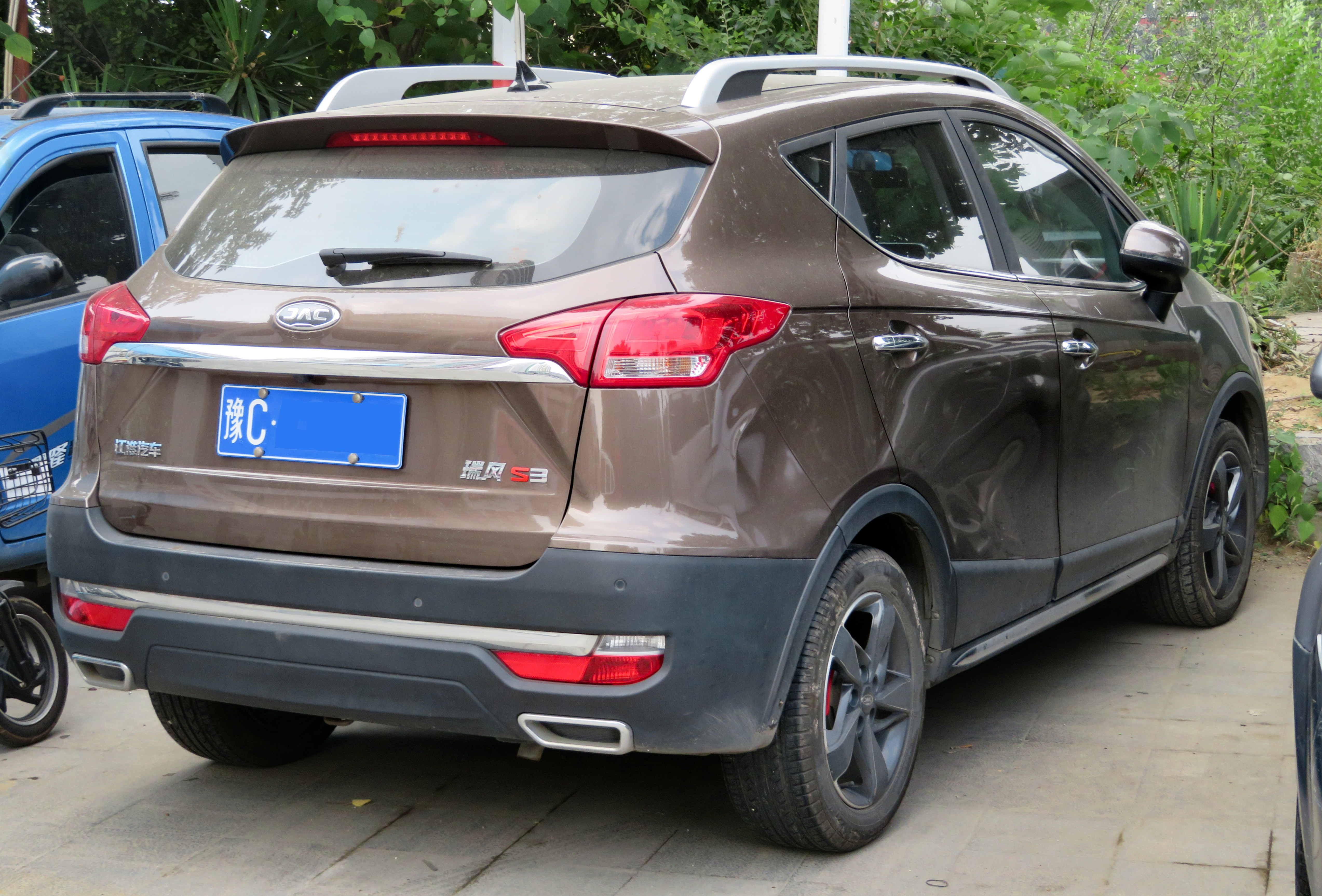
جک اس۳ فیس‌لیفت (۲۰۱۶)، نمای عقب

### ۲۰۱۹
جی‌ای‌سی در نمایشگاه خودروی شانگهای ۲۰۱۹ از فیس‌لیفت دوم جک اس۳ رونمایی کرد. در این فیس‌لیفت جلوی خودرو به‌طور کامل تغییر یافته و شکل سپر عقب نیز تغییر یافته‌است. در داخل مدل ۲۰۱۹ نیز نمایشگری که در بالای داشبورد قرار گرفته‌است خودنمایی می‌کند. این خودرو از همان پیشرانهٔ ۱٫۵ لیتری تنفس طبیعی با کد HFC4GB2.3E بهره می‌برد که توانایی تولید ۱۱۴ اسب بخار را دارد و برای بهره‌وری بیشتر از قدرت موتور به یک جعبه‌دنده با نسبت سرعت زیاد مجهز است.

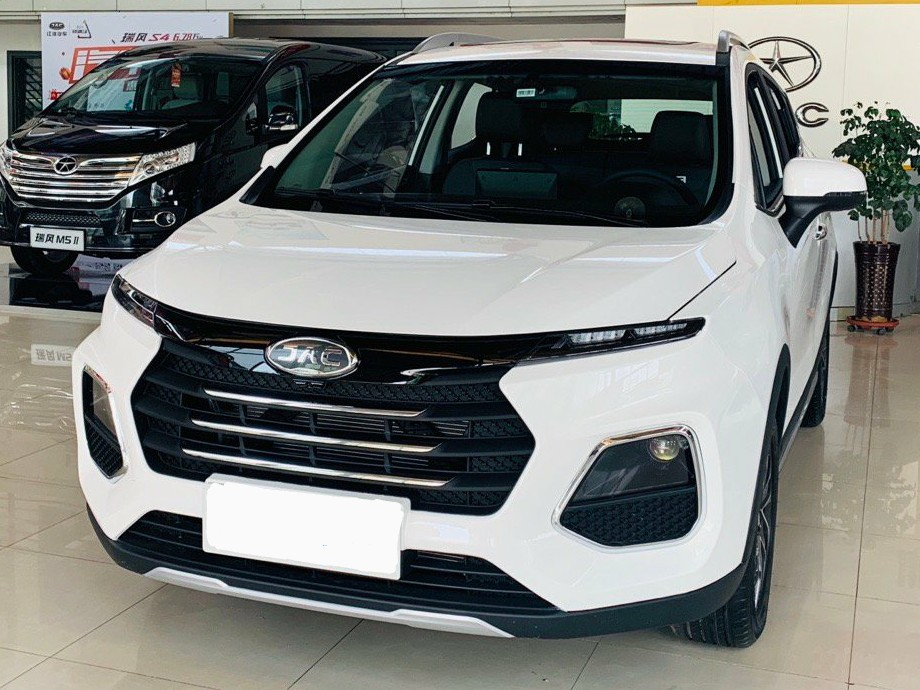
جک اس۳ فیس‌لیفت (۲۰۱۹)، نمای جلو
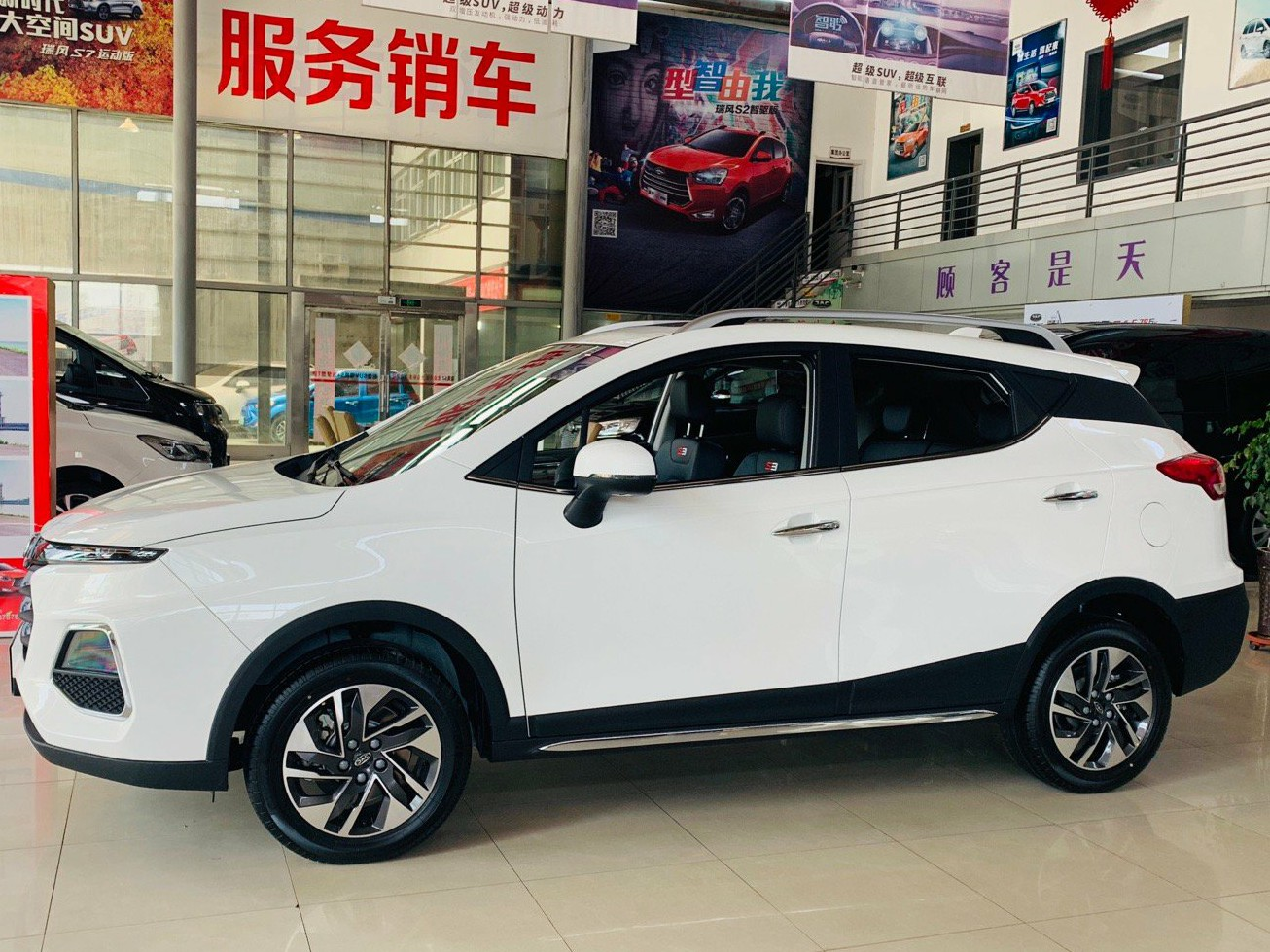
جک اس۳ فیس‌لیفت (۲۰۱۹)، نمای بغل
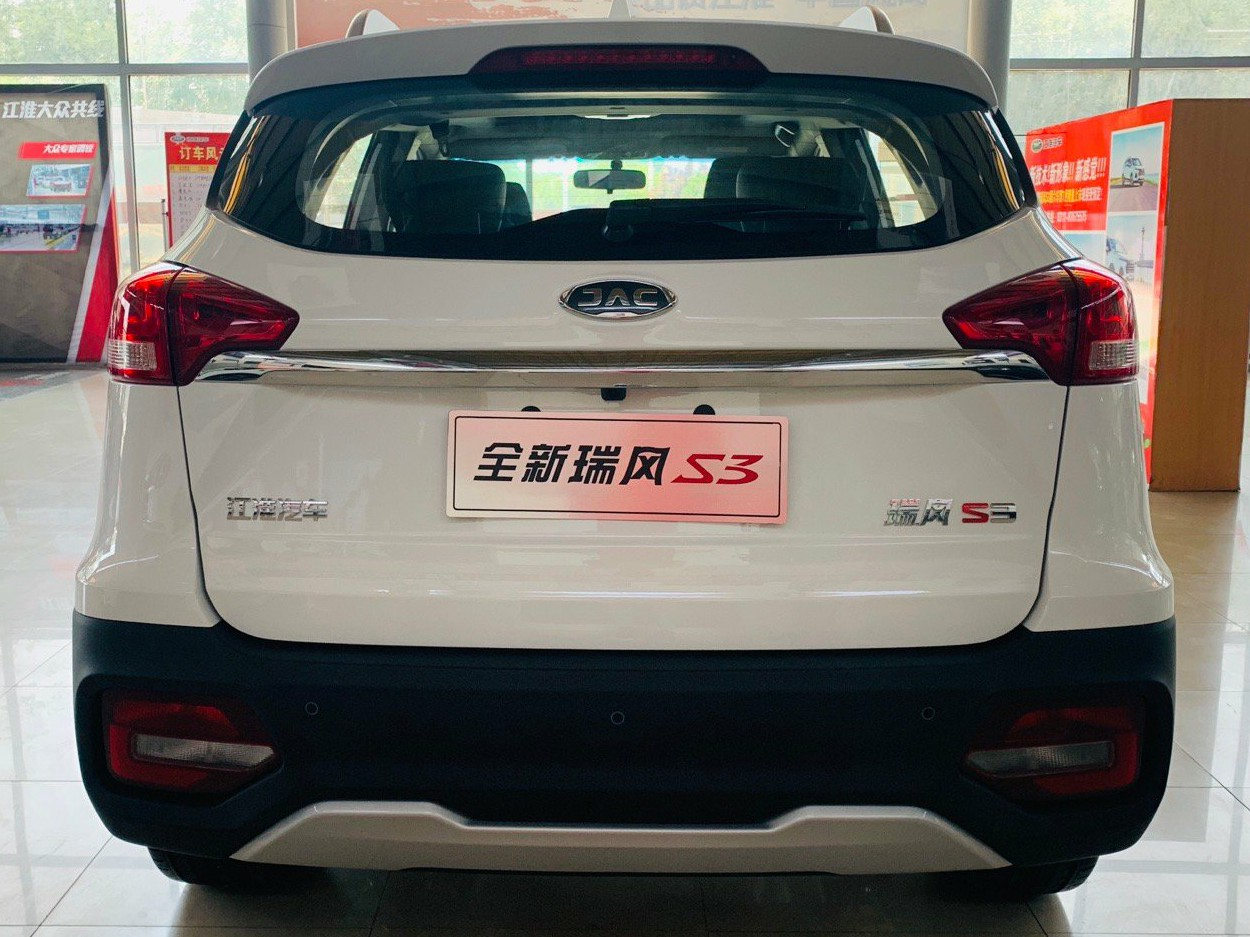
جک اس۳ فیس‌لیفت (۲۰۱۹)، نمای عقب